# Мишино
Мишино (на македонска литературна норма: Мишино) е бивше село в източната част на Северна Македония, днес на територията на община Кочани. Днес е махала на село Небояни.

## География
Селото се намира високо в Осоговската планина, северно от град Кочани.

## История
В края на XIX век Мишино е чисто българско село в Кочанска кааза на Османската империя. Според статистиката на Васил Кънчов („Македония. Етнография и статистика“) от 1900 година селото има 35 жители, всички българи християни.
По данни на секретаря на Българската екзархия Димитър Мишев („La Macédoine et sa Population Chrétienne“) през 1905 година в Мишино (Michino) има 40 жители българи екзархисти.
През септември 1910 година селото пострадва по време на обезоръжителната акция на младотурците и 96 души от Мишино и Дълги дел бягат в България.
При избухването на Балканската война в 1912 година 1 човек от Мишино е доброволец в Македоно-одринското опълчение.
Селото е присъединено към Небояни след Балканската война.

## Личности
Родени в Мишино
- Велко Митов, македоно-одрински опълченец, 2 рота на 7 кумановска дружина[6]
- Стоян Рашков, български революционер, деец на ВМРО, с писмо до Тодор Александров от 29 декември 1923 година Иван Бърльо предлага да бъде награден със значка на ВМРО „за специална заслуга при създаването на ВМРО 1919 - 1920 г. и за добросъвестно изпълнение рискованата служба пограничен куриер на Кочанската революционна околия“.[7]

Починали в Мишино
- Стефан Мандалов (1875 – 1903), български революционер, войвода на ВМОРО